# Kari Lente
Kari Lente (voorheen Kari Lente lost het op is een Belgische stripreeks bedacht en getekend door Bob Mau met de gelijknamige hoofdfiguur in de hoofdrol. De reeks verscheen onafgebroken tussen 1962 en 1994 in de krant Gazet van Antwerpen, aanvankelijk onder de titel "Kari Lente lost het op".

## Inhoud
Het hoofdpersonage van de stripreeks is de journaliste Kari Lente, samen met haar kleine trouwe kater Titus en collega-journalist Bikkel. Pas later werden enkele niet onbelangrijke personages aan dat trio toegevoegd: de wat sullige Sus Pens, het vreemdsoortige diertje Slurfie en de bekende professor Knitsel die een vreemd taaltje spreekt waarbij de eindgrepen in rijmvorm steeds worden herhaald. Met die laatste twee personages werd er een fantasy- en sciencefiction-element aan de van oorsprong avonturen- en detectivereeks toegevoegd. 
De verhalen gaan van het zoeken naar een schat, over het herstellen van de schade die professor Knitsel teweegbrengt met zijn uitvindingen, tot het traditioneel boeven vangen. Net als in Jommeke, Nero en Suske en Wiske kan in deze reeks alles. Personages worden verkleind, zwarte kikkers helpen mee banken overvallen, een reusachtige bloem eet mens en dier op, Sus Pens krijgt enorme krachten en het diertje Slurfie heeft een lange slurf waarmee hij zelfs vuur kan schieten en stukken rots. Deze kwaliteiten bieden vaak de gedroomde oplossing om Kari Lente, Sus Pens en Bikkel uit de meest benarde situaties te bevrijden. 

## Verhalen
Er verschenen in totaal 145 stripverhalen van Kari Lente. De verhalen werden tot 1969 in albumvorm uitgegeven door Standaard Uitgeverij. Daarna verschenen de verhalen bij verscheidene uitgevers. 
29 albums werden opnieuw uitgegeven in drie verzamelboxen door uitgeverij Bonte:
De Rode Box  (2011)
1. De wolf van Boseind
2. De nieuwe vikingen
3. De neus van Cupido
4. De vloek van Rasjni
5. De blonde panter
6. De tiran en het varken
7. Slurfie, het slurifantino
8. Operatie Donderwolk
9. Het zwaard van Goochem
10. De narrenzwam

De Blauwe Box (2011)
1. De zwarte grizzly
2. Het eiland der Mini's
3. Samson Pens
4. De bloem van Boekini
5. Boeven in bont
6. De super-straal
7. De verdwenen Mayastad
8. De vogelridders
9. De smulbloem
10. De zwarte kikkers

De Knorr Box (2012)
1. Het Chinese beeldje
2. De zaak-Markant
3. De Wham-zanger
4. Het spook van Loch Pens
5. Alles... om zeep
6. Boeven in de rimboe
7. De hersendiktator
8. De verloren zoon
9. Mysterie rond Caramello

Verder werden Kari Lente-verhalen uitgegeven door: Uitgeverij Born b.v., Uitgeverij van den Bossche, Brabant Strip vzw, Brabantia Nostra, Uitg. Cosmonda Voedingsmidd. (als promotieartikel voor Knorrsoepen), Uitgeverij De Vlijt en Adhemar.

## Standbeeld
In 2011 kreeg Kari Lente een standbeeld in Mau's woonplaats Brasschaat, gemaakt door Monique Mol.